# Billboard Music Awards para Billboard Millennium Award
O Billboard Music Awards para Billboard Millennium Award é uma categoria especial do Billboard Music Awards, uma cerimônia estabelecida em 1990 realizada pela revista norte-americana Billboard. A categoria foi criada em 2011 para homenagear artistas por influência no mundo da música e grandes conquistas.
Beyoncé Knowles foi a primeira artista a receber esse prêmio, devido às suas conquistas na indústria musical ao longo de sua carreira, desde seu início como vocalista do grupo Destiny's Child. Whitney Houston foi homenageada em 2012, após falecer em fevereiro do mesmo ano, se tornando a segunda artista a receber esse prêmio. Em 2016, Britney Spears foi a grande homenageada da noite, apresentando um medley de sucessos e se tornando a terceira vencedora do prêmio.

## Vencedores
| Ano  | Recipiente      | Referências |  |
| ---- | --------------- | ----------- |  |
| 2011 | Beyoncé         | [ 4 ]       |  |
| 2012 | Whitney Houston | [ 5 ]       |  |
| 2016 | Britney Spears  | [ 6 ]       |  |

## Entrega dos prêmios

### Homenagem à Beyoncé

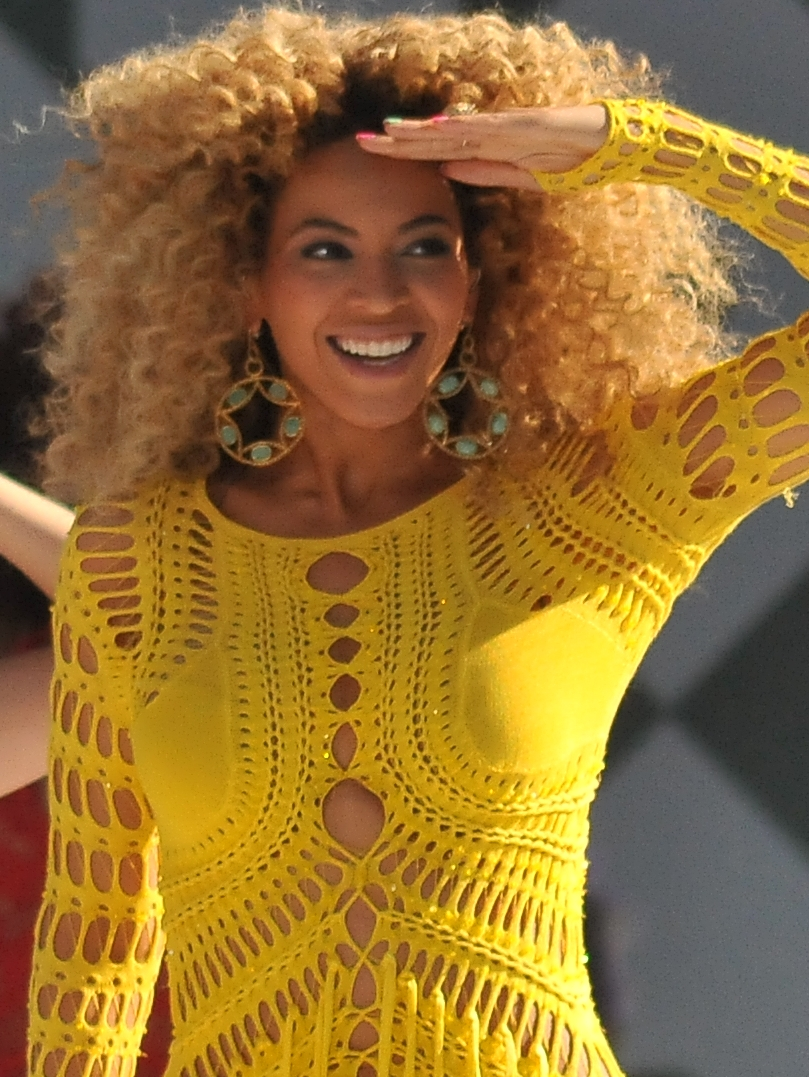
Beyoncé performando a música "Run the World (Girls)", no Central Park, em 2011.

Antes de subir ao palco, ela foi homenageada em um vídeo de 3 minutos, contendo depoimentos de seus familiares, ícones da música, do cinema e da política. Seu pai e ex-empresário, Matthew Knowles, relembrou a época dos grupos musicais em que ela já foi membro, o Girl's Time e Destiny's Child. Sua mãe, Tina Knowles, falou sobre o interesse de Beyoncé pela música e pela dança durante sua infância. Ela mencionou também a admiração da filha pela cantora Whitney Houston, dizendo: "Eu me lembro de quando ela era criança e viu Whitney Houston, ela disse que um dia iria fazer isso, e uma dia, eu estava no Super Bowl e ela estava cantando o hino nacional americano, eu chorei porque era inacreditável que ela tinha feito isso e outras coisas que ela disse que faria."

A primeira-dama dos Estados Unidos, Michelle Obama, ressaltou a influência de Beyoncé no mundo, dizendo: "Além de ser apenas uma mulher bonita, ela tem sido um modelo e uma presença poderosa para meninas e mulheres jovens em todo o mundo." A cantora Lady Gaga, declarou: "Você é muito mais do que apenas uma estrela pop ou um ícone. Você representa um sonho." Outros artistas também registraram seus depoimentos em homenagem à cantora, como Stevie Wonder, Barbra Streisand e Bono Vox. Após o termino do vídeo homenageando-a, ela subiu ao palco para performar a canção "Run the World (Girls)". Em seguida, ela recebeu o prêmio das mãos de sua mãe. Muito emociona, ela fez seu discurso de agradecimento, dizendo: 
| “ | Primeiro gostaria de agradecer ao Billboard Music Awards por serem tão maravilhosos comigo e com o meu time. Mãe, você me ensinou tudo que sei com exemplos. Você é uma mulher fenomenal, eu te amo muito! Gostaria de agradecer ao meu pai por me ensinar tanto sobre a industria musical, me ensinar sobre a motivação, sobre a ética de trabalho. Obrigada pai! Eu gostaria de agradecer Kelly e Michelle do grupo Destiny's Child, eu não estaria aqui neste palco sem vocês. Eu quero agradecer aos membros originais do Destiny's Child, LaTavia Roberson e LeToya Luckett. Gostaria de agradecer ao meu melhor amigo, não quero colocar você no centro das atenções, porque eles provavelmente estão colocando uma câmera em seu rosto agora, mas eu te amo Jay-Z. Tenho que agradecer todas as lendas que disseram todas aquelas coisas bonitas para mim. Cresci amando e admirando todas aquelas pessoas que estavam naquele vídeo, nem acredito que eles falaram isso pra mim. Esse é um dos melhores momentos da minha vida. Muito obrigada. | ” |

### Homenagem à Whitney Houston

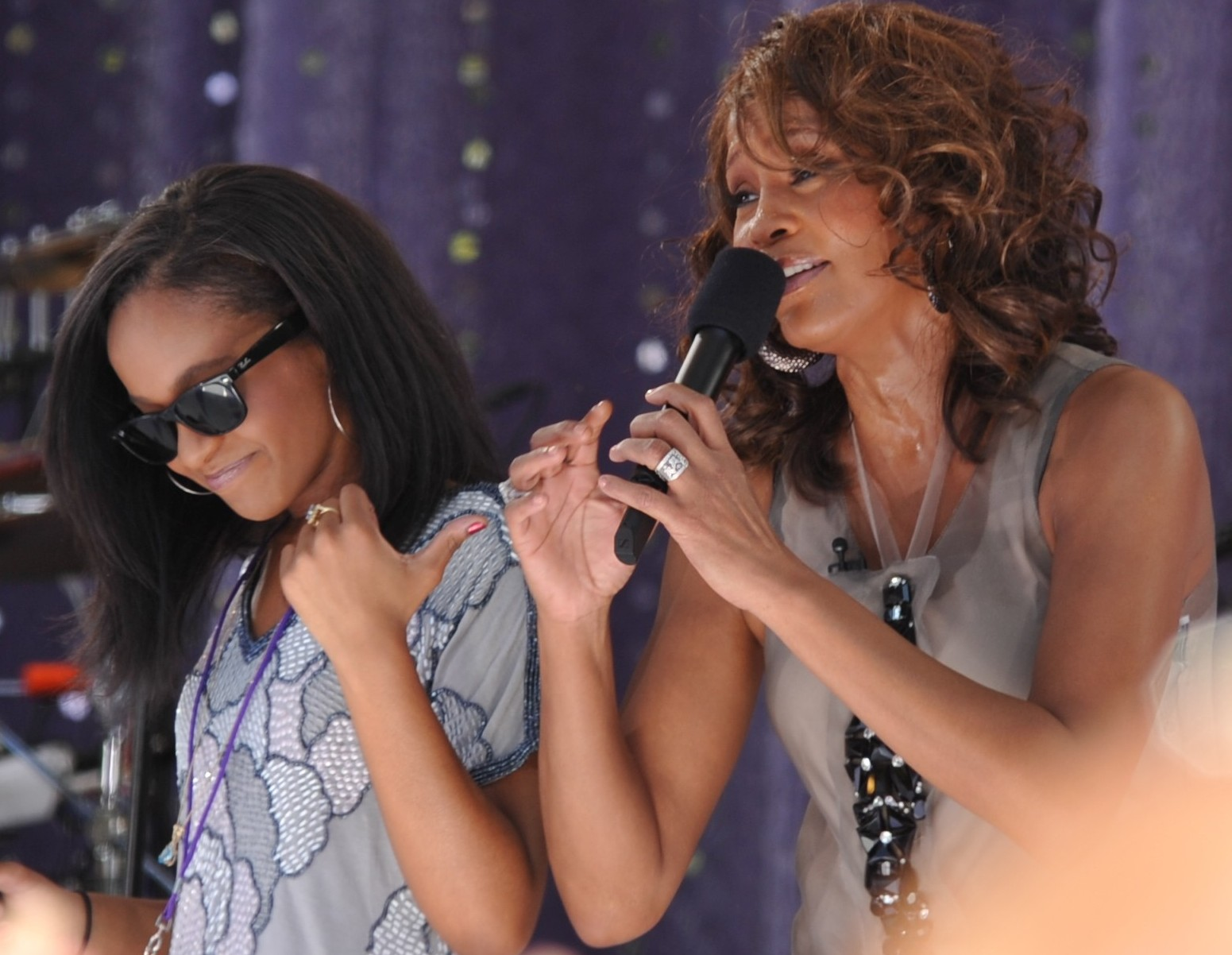
Bobbi Kristina Brown (à esquerda) filha de Whitney Houston (à direita) performando a música "My Love Is Your Love", no Good Morning America, em setembro de 2009.

A homenagem foi apresentada pela atriz Whoopi Goldberg, que compartilhou algumas palavras sobre a cantora, dizendo: "Eu adorava Whitney Houston. O que todos os artistas querem, precisam e devem ter é amor, e muitos de nós aqui amou Whitney, e mesmo se você é um daqueles que não demonstraram amor a ela, agora é sua chance, porque esta noite, é o que nós estamos fazendo. Nós vamos estar dando à Whitney o maior amor de todos." Fazendo referência à música "The Greatest Love of All", que foi lançada pela cantora em 1986.
Em seguida, Whoopi anuncia a apresentação dos cantores John Legend, que cantou ao piano "The Greatest Love of All", seguido por Jordin Sparks, cantando a música "I Will Always Love You". Com imagens da carreira de Whitney no telão, os dois fizeram um medley das duas canções e foram aplaudidos de pé, assistidos de perto pela filha da artista homenageada, Bobbi Kristina Brown, que estava sentada na plateia, chorando de emoção.

Após a apresentação, Whoopi chamou ao palco a filha, Bobbi Kristina, e a cunhada de Whitney Houston, Pat Houston, para receber o prêmio em homenagem a artista. Que faleceu no dia 11 de fevereiro de 2012, em Los Angeles, no Beverly Hills Hotel. Muito emocionada, Bobbi Kristina, fez um discurso emocionado sobre sua mãe, dizendo: 
| “ | Eu só queria agradecer a todos vocês que nos apoiaram durante este tempo. Não apenas nos bons, mas também nos ruins. Muito obrigada por nos dar tanto amor, pois ela merecia. Merecia sim. Sou muito abençoada por ter feito parte da vida de uma mulher tão incrível. Não haverá ninguém como ela, e obrigada a todos vocês – aos fãs, a todo mundo. Muito obrigada. | ” |

### Homenagem à Britney Spears
Em 22 de maio de 2016, Britney Spears foi introduzida ao palco do evento com um vídeo celebrando algumas de suas conquistas até então: suas vitórias na premiação, 6 álbuns em primeiro lugar na Billboard 200, 24 hits no Top 40 da Billboard Hot 100, 140 milhões de discos vendidos. "Ela é uma das performers mais eletrizantes de todos os tempos, uma super estrela internacional e uma das entertainers mais bem-sucedidas na história da música pop. Seu bem-sucedido show ‘Piece of Me’ mudou sozinho a cara da indústria do entretenimento de Las Vegas. Uma artista rara cujas conquistas na carreira e influência na indústria fonográfica resistiram ao tempo. Esta noite ela recebe da Billboard o prestigiado Millennium Award. Aqui está ela, a incontestável Princesa do Pop: Britney Spears." - foi dito na introdução de seu medley de hits, que abriu o evento.
Britney se apresentou utilizando estruturas presentes em seu show "Britney: Piece of Me", abrindo o Billboard Music Awards com uma rápida apresentação cantando "Work Bitch", onde retirou um chapéu e um sobretudo vermelhos e revelou botas e lingerie também vermelhas. Seguindo a performance, Spears apresentou o hit "Womanizer", seguido de seu cover para o clássico "I Love Rock 'n Roll", com a participação de uma guitarra gigante. Em seguida, apresentou a faixa não-single "Breathe on Me" e, utilizando pole dance, a famosa "I'm a Slave 4 U". Fechando sua apresentação, Britney apresentou a também não-single "Touch of My Hand" com movimentos acrobáticos e finalizou com o sucesso "Toxic", dessa vez utilizando um pequeno casaco de plumas, em uma agitada coreografia.

Ela não recebeu o prêmio no palco, mas fez um breve agradecimento em suas redes sociais:
| “ | Este prêmio e esta noite significam o mundo para mim... Obrigada Billboard Music Awards, minha incrível equipe, meus dançarinos e, claro, meus fãs. | ” |